# Ácido coronario
El ácido coronárico (leucotoxina o leucotoxina A) es un derivado epóxico monoinsaturado del ácido graso diinsaturado, ácido linoleico (es decir, ácido 9(Z),12(Z) octadecadienoico). Es una mezcla de los dos isómeros ópticamente activos del ácido 12( Z ) 9,10-epoxi-octadecenoico. Esta mezcla también se denomina ácido 9,10-epoxi-12Z-octadecenoico o 9(10)-EpOME (para ácido epoxi-octadeca-monoenoico) y, cuando se forma o se estudia en mamíferos, se denomina leucotoxina.

## Aparición
El ácido coronárico se encuentra en los aceites de semillas derivados de plantas de la familia del girasol, como Helianthus annuus y Xeranthemum annuum.
El ácido coronárico también es formado por las células y tejidos de varias especies de mamíferos (incluido el ser humano) a través del metabolismo del ácido linoleico por las enzimas citocromo P450 (CYP) epoxigenasa. Estos CYP (CYP2C9 y probablemente otros CYP que metabolizan los ácidos grasos poliinsaturados a epóxidos) metabolizan el ácido linoleico a ácido 9 S ,10 R -epoxi-12( Z )-octadecenoico y ácido 9 R ,10 S -epoxi-12( Z )-octadecenoico, es decir, los isómeros ópticos epoxi (+) y (-) del ácido coronárico. Cuando se estudia en este contexto, la mezcla de isómeros ópticos a menudo se denomina leucotoxina. Estas mismas epoxigenasas CYP atacan simultáneamente al ácido linoleico en el doble enlace de carbono 12,13 en lugar del 9,10 del ácido linoleico para formar una mezcla de isómeros ópticos epoxi (+) y (-), a saber, los ácidos 12 S ,13 R -epoxi-9(Z)-octadecenoico y 12 R ,13 S -epoxi-9(Z)-octadecenoico. Esta mezcla óptica (+) y (-) a menudo se denomina ácido vernólico cuando se estudia en plantas y isoleucotoxina cuando se estudia en mamíferos.
El ácido coronario se encuentra en muestras de orina de sujetos humanos sanos y aumenta de 3 a 4 veces cuando estos sujetos son tratados con una dieta rica en sal.
Los ácidos coronario y vernólico también se forman de forma no enzimática cuando el ácido linoleico se expone al oxígeno y/o a la radiación UV como resultado del proceso espontáneo de autooxidación. Esta autooxidación complica los estudios, ya que a menudo es difícil determinar si estos ácidos grasos epoxi identificados en tejidos de plantas y mamíferos ricos en ácido linoleico representan contenidos tisulares reales o son artefactos formados durante su aislamiento y detección.

## Metabolismo
En el tejido de los mamíferos, el ácido coronárico se metaboliza a sus dos estereoisómeros dihidroxi correspondientes, los ácidos 9 S ,10 R -dihidroxi-12( Z )-octadecenoico y 9 R ,10 S -dihidroxi-12( Z )-octadecenoico, por la epóxido hidrolasa soluble a los pocos minutos de su formación. El metabolismo del ácido coronario a estos dos productos, denominados colectivamente dioles de leucotoxina, parece ser crítico para la toxicidad del ácido coronario, es decir, los dioles son los metabolitos tóxicos del ácido coronario no tóxico o mucho menos tóxico.

## Actividades

### Toxicidades
En concentraciones muy altas, el conjunto de isómeros ópticos derivados del ácido linoleico, el ácido coronario (es decir, la leucotoxina), posee una toxicidad similar a la de otras leucotoxinas estructuralmente no relacionadas. Es tóxico para los leucocitos y otros tipos de células, y cuando se inyecta en roedores produce insuficiencia orgánica múltiple y dificultad respiratoria. Estos efectos parecen deberse a su conversión a sus homólogos dihidroxilados, los ácidos 9 S ,10 R - y 9 R ,10 S -dihidroxi-12( Z )-octadecenoicos por la epóxido hidrolasa soluble. Algunos estudios sugieren, pero aún no han demostrado, que la isoleucotoxina, que actúa principalmente, si no exclusivamente, a través de sus contrapartes dihidroxi, es responsable o contribuye a la insuficiencia orgánica múltiple, el síndrome de dificultad respiratoria aguda y ciertas otras enfermedades cataclísmicas en humanos. El ácido vernólico (es decir, la isoleucotoxina) comparte un destino metabólico similar al ser convertido por la epóxido hidrolasa soluble en sus contrapartes dihidróxido, lo que resulta en las acciones tóxicas de esas contrapartes.

### Otras actividades
En concentraciones más bajas, la isoleucotoxina y sus contrapartes dihidroxi pueden proteger de las acciones tóxicas citadas anteriormente que ocurren en concentraciones más altas de isoleucotoxina y leucotoxina; también pueden compartir con los epóxidos del ácido araquidónico, es decir, los epoxieicosatrienoatos, actividades antihipertensivas. 